# Gopalganj (Distrikt, Bihar)
Der Distrikt Gopalganj (Hindi गोपालगंज जिला, Urdu گوپال گنج ضلع) ist ein Distrikt im indischen Bundesstaat Bihar.
Die Fläche beträgt 2033 km². Sitz der Verwaltung ist die Stadt Gopalganj.

## Bevölkerung
Die Einwohnerzahl liegt bei 2.562.012 (2011). Die Bevölkerungswachstumsrate im Zeitraum von 2001 bis 2011 betrug 19,02 %. Gopalganj hat ein Geschlechterverhältnis von 1021 Frauen pro 1000 Männer und damit als einer der wenigen Distrikte einen Frauenüberschuss. Der Distrikt hat eine Alphabetisierungsrate von 65,47 % im Jahr 2011, eine Steigerung um knapp 18 Prozentpunkte gegenüber dem Jahr 2001. Die Alphabetisierung liegt damit leicht über dem Durchschnitt von Bihar, allerdings unter dem nationalen Durchschnitt. Knapp 83 % der Bevölkerung sind Hindus und ca. 17 % sind Muslime. Im Distrikt werden vorwiegend Hindi und Bhojpuri gesprochen.
Der Distrikt ist stark ländlich geprägt. Lediglich 6,4 % der Bevölkerung leben in Städten.

## Wirtschaft
Die hauptsächlich angebauten Produkte waren nach der offiziellen Agrarstatistik im Jahr 2008/9 Reis (87.200 ha, Kharif), Weizen (91.200 ha, Rabi), Zuckerrohr (25.300 ha, Rabi) und Kartoffeln (11.700 ha).